# Amores Infernais
Amores Infernais, Love is Hell em português, é um livro de contos escrito por Melissa Marr, Scott Westerfeld, Gabrielle Zevin, Laurie Faria Stolarz e Justine Larbalestier

## Contos
| Nº | Conto                     | Autora               |
| -- | ------------------------- | -------------------- |
| 1º | Dormindo com o espírito   | Laurie Faria Stolarz |
| 2º | Abominável mundo perfeito | Scott Westerfeld     |
| 3º | Mais ralo que água        | Justine Larbalestier |
| 4º | Fan fic                   | Gabrielle Zevin      |
| 5º | Perdido de amor           | Melissa Marr         |